# Corgatha terracotta
Corgatha terracotta är en fjärilsart som beskrevs av Joannis 1910. Corgatha terracotta ingår i släktet Corgatha och familjen nattflyn. Inga underarter finns listade i Catalogue of Life.